# Fondeadero Lemaire
Fondeadero Lemaire (spanisch) ist ein Naturhafen an der Graham-Küste des Grahamlands auf der Antarktischen Halbinsel. Er liegt 6 km südwestlich des Kap Renard in der Einfahrt zum Lemaire-Kanal.
Chilenische Wissenschaftler benannten ihn in Anlehnung an die Benennung des gleichnamigen Kanals. Dessen Namensgeber ist Charles François Alexandre Lemaire (1863–1925), ein belgischer Afrikaforscher und Distrikt-Kommissar in Belgisch-Kongo.